# Parade d'amour
Pour plus de détails, voir Fiche technique et Distribution.
Parade d'amour (titre original : The Love Parade) est un film américain en noir et blanc réalisé par Ernst Lubitsch, sorti en 1929.
Premier film parlant de Lubitsch, Parade d'amour fut distribué simultanément en version muette pour les cinémas qui n'étaient pas encore équipés en sonorisation. Une version française (Parade d'amour) fut tournée parallèlement.

## Synopsis
Le comte Alfred Renard (Maurice Chevalier) tombe amoureux de la reine Louise (Jeanette MacDonald) de Sylvania.

## Fiche technique
- Titre : Parade d’amour
- Titre original : The Love Parade
- Réalisation : Ernst Lubitsch
- Scénario : Ernest Vajda (livret Guy Bolton), d’après la pièce Le Prince consort de Jules Chancel et Léon Xanrof
- Photographie : Victor Milner, assisté notamment de Loyal Griggs et Osmond Borradaile (cadreurs, non crédités)
- Montage : Merrill G. White (en)
- Musique : Victor Schertzinger et Clifford Gray
- Musique additionnelle (non crédités) : W. Franke Harling, John Leipold, Oscar Potoker (en) et Max Terr
- Décors : Hans Dreier
- Costumes : Travis Banton
- Producteur : Ernst Lubitsch
- Société de production et de distribution : Paramount Famous Lasky Corp.
- Pays de production :  États-Unis
- Langue originale : anglais américain
- Format : noir et blanc — 35 mm — 1,37:1 — son : mono (Western Electric Recording)
- Genre : comédie romantique, film musical
- Durée : 107 minutes
- Dates de sortie :
  - États-Unis : 19 novembre 1929
  - France : 28 février 1930

## Distribution
- Maurice Chevalier : le comte Alfred Renard
- Jeanette MacDonald : la reine Louise
- Lupino Lane : Jacques
- Lillian Roth : Lulu
- Eugene Pallette : le ministre de la guerre
- E.H. Calvert : l’ambassadeur de Sylvania
- Edgar Norton : le maître des cérémonies
- Lionel Belmore : le premier ministre
- Carl Stockdale : l'amiral
- Albert Roccardi : le ministre des Affaires étrangères
- Ben Turpin : le laquais
- Virginia Bruce : une dame d'honneur
- Jean Harlow : une belle dans une loge
- Yola d'Avril : Paulette
- André Cheron : le mari de Paulette

## Récompenses et distinctions
- National Board of Review: Top Ten Films 1929